# Wyścig Solidarności i Olimpijczyków 2024
Wyścig Solidarności i Olimpijczyków 2024 – 35. edycja wyścigu kolarskiego Wyścig Solidarności i Olimpijczyków, która odbyła się w dniach od 26 do 28 czerwca 2024 na liczącej niespełna 350 kilometrów trasie składającej się z 4 etapów i biegnącej z Łodzi do Jaworzna. Impreza kategorii 2.2 była częścią UCI Europe Tour 2024.

## Etapy
| Etap | Data   | Start – Meta                       | type   | Dystans (km) | Zwycięzca etapu   | Lider          |
| ---- | ------ | ---------------------------------- | ------ | ------------ | ----------------- | -------------- |
| 1a   | 26 cze | Łódź – Zduńska Wola                | płaski | 87,6         | Patryk Stosz      | Patryk Stosz   |
| 1b   | 26 cze | Konstantynów Łódzki – Skierniewice | płaski | 119,6        | Radosław Frątczak | Patryk Stosz   |
| 2    | 27 cze | Koluszki – Kielce                  | płaski | 216,4        | odwołany          | Patryk Stosz   |
| 3    | 28 cze | Jędrzejów – Jaworzno               | płaski | 143,2        | Tim den Braber    | Tobiasz Pawlak |

## Drużyny
| Continental teams (15)- Alpecin-Deceuninck Development Team - Diftar Continental Cycling Team - Epronex-Hungary Cycling Team - Lubelskie Perła Polski - Mazowsze Serce Polski - Maloja Pushbikers - Metec-Solarwatt p/b Mantel - P&S Metalltechnik Benotti - Santic-Wibatech - Team Felt Felbermayr - Team Storck-Metropol Cycling - Volkerwessels Cycling Team - Voltas Tartu2024 by CCN - Voster ATS Team - XSpeed United Continental Reprezentacja- Polska Regionalne i klubowe drużyny (9)- Bialini Gomola CCN - LUKS Trójka Piaseczno - OWC & AWV de Zwaluwen - Pogoń Mostostal Puławy - Power of Science RK Exclusive Doors Team - Svealand Cycling Team - TTS.coach / Spica Solutions - Volharding Cycling Team - WPGA Amsterdam Racing Academy translation for headoftableIII_translate index 53 not found- Kujawy Pomorze Cycling Team |
| |

## Wyniki etapów

### Etap 1a
| Łódź - Zduńska Wola | płaski | (87,6 km) |

| \| Klasyfikacja etapu \| Klasyfikacja etapu \| Klasyfikacja etapu \| Klasyfikacja etapu \| Klasyfikacja etapu \| \| Kolarz \| Kolarz \| Państwo \| Drużyna \| Czas \| \| ------------------ \| ------------------ \| ------------------ \| ----------------------------------- \| ------------------ \| \| 1. \| Patryk Stosz \| Polska \| Felt Felbermayr \| 1h 45' 56" \| \| 2. \| Tobiasz Pawlak \| Polska \| Mazowsze Serce Polski \| + 0" \| \| 3. \| Sente Sentjens \| Belgia \| Alpecin-Deceuninck Development Team \| + 0" \| |                |         |                                     |            |
| |                |         |                                     |            |
| |                |         |                                     |            |
| Klasyfikacja etapu |                |         |                                     |            |
| Kolarz | Kolarz         | Państwo | Drużyna                             | Czas       |
| 1. | Patryk Stosz   | Polska  | Felt Felbermayr                     | 1h 45' 56" |
| 2. | Tobiasz Pawlak | Polska  | Mazowsze Serce Polski               | + 0"       |
| 3. | Sente Sentjens | Belgia  | Alpecin-Deceuninck Development Team | + 0"       |

| \| Klasyfikacja generalna \| Klasyfikacja generalna \| Klasyfikacja generalna \| Klasyfikacja generalna \| Klasyfikacja generalna \| \| Kolarz \| Kolarz \| Państwo \| Drużyna \| Czas \| \| ---------------------- \| ---------------------- \| ---------------------- \| -------------------------- \| ---------------------- \| \| 1. \| Patryk Stosz \| Polska \| Felt Felbermayr \| 1h 45' 50" \| \| 2. \| Tobiasz Pawlak \| Polska \| Mazowsze Serce Polski \| + 2" \| \| 3. \| Roy Hoogendoorn \| Holandia \| Metec-Solarwatt p/b Mantel \| + 3" \| |                 |          |                            |            |
| |                 |          |                            |            |
| |                 |          |                            |            |
| Klasyfikacja generalna |                 |          |                            |            |
| Kolarz | Kolarz          | Państwo  | Drużyna                    | Czas       |
| 1. | Patryk Stosz    | Polska   | Felt Felbermayr            | 1h 45' 50" |
| 2. | Tobiasz Pawlak  | Polska   | Mazowsze Serce Polski      | + 2"       |
| 3. | Roy Hoogendoorn | Holandia | Metec-Solarwatt p/b Mantel | + 3"       |

### Etap 1b
| Konstantynów Łódzki - Skierniewice | płaski | (119,6 km) |

| \| Klasyfikacja etapu \| Klasyfikacja etapu \| Klasyfikacja etapu \| Klasyfikacja etapu \| Klasyfikacja etapu \| \| Kolarz \| Kolarz \| Państwo \| Drużyna \| Czas \| \| ------------------ \| ------------------ \| ------------------ \| ------------------ \| ------------------ \| \| 1. \| Radosław Frątczak \| Polska \| Voster ATS Team \| 2h 40' 26" \| \| 2. \| Filippo Fortin \| Włochy \| Maloja Pushbikers \| + 0" \| \| 3. \| Patryk Stosz \| Polska \| Felt Felbermayr \| + 0" \| |                   |         |                   |            |
| |                   |         |                   |            |
| |                   |         |                   |            |
| Klasyfikacja etapu |                   |         |                   |            |
| Kolarz | Kolarz            | Państwo | Drużyna           | Czas       |
| 1. | Radosław Frątczak | Polska  | Voster ATS Team   | 2h 40' 26" |
| 2. | Filippo Fortin    | Włochy  | Maloja Pushbikers | + 0"       |
| 3. | Patryk Stosz      | Polska  | Felt Felbermayr   | + 0"       |

| \| Klasyfikacja generalna \| Klasyfikacja generalna \| Klasyfikacja generalna \| Klasyfikacja generalna \| Klasyfikacja generalna \| \| Kolarz \| Kolarz \| Państwo \| Drużyna \| Czas \| \| ---------------------- \| ---------------------- \| ---------------------- \| ---------------------- \| ---------------------- \| \| 1. \| Patryk Stosz \| Polska \| Felt Felbermayr \| 4h 26' 14" \| \| 2. \| Radosław Frątczak \| Polska \| Voster ATS Team \| + 2" \| \| 3. \| Tobiasz Pawlak \| Polska \| Mazowsze Serce Polski \| + 4" \| |                   |         |                       |            |
| |                   |         |                       |            |
| |                   |         |                       |            |
| Klasyfikacja generalna |                   |         |                       |            |
| Kolarz | Kolarz            | Państwo | Drużyna               | Czas       |
| 1. | Patryk Stosz      | Polska  | Felt Felbermayr       | 4h 26' 14" |
| 2. | Radosław Frątczak | Polska  | Voster ATS Team       | + 2"       |
| 3. | Tobiasz Pawlak    | Polska  | Mazowsze Serce Polski | + 4"       |

### Etap 2
| Koluszki - Kielce | płaski | (216,4 km) |

Etap odwołano z powodu złych warunków atmosferycznych.

### Etap 3
| Jędrzejów - Jaworzno | płaski | (143,2 km) |

| \| Klasyfikacja etapu \| Klasyfikacja etapu \| Klasyfikacja etapu \| Klasyfikacja etapu \| Klasyfikacja etapu \| \| Kolarz \| Kolarz \| Państwo \| Drużyna \| Czas \| \| ------------------ \| ------------------ \| ------------------ \| ----------------------- \| ------------------ \| \| 1. \| Tim den Braber \| Holandia \| Volharding Cycling Team \| 3h 09' 02" \| \| 2. \| Tobiasz Pawlak \| Polska \| Mazowsze Serce Polski \| + 0" \| \| 3. \| Filippo Fortin \| Włochy \| Maloja Pushbikers \| + 0" \| |                |          |                         |            |
| |                |          |                         |            |
| |                |          |                         |            |
| Klasyfikacja etapu |                |          |                         |            |
| Kolarz | Kolarz         | Państwo  | Drużyna                 | Czas       |
| 1. | Tim den Braber | Holandia | Volharding Cycling Team | 3h 09' 02" |
| 2. | Tobiasz Pawlak | Polska   | Mazowsze Serce Polski   | + 0"       |
| 3. | Filippo Fortin | Włochy   | Maloja Pushbikers       | + 0"       |

## Klasyfikacje

### Klasyfikacja generalna
| \| Klasyfikacja generalna \| Klasyfikacja generalna \| Klasyfikacja generalna \| Klasyfikacja generalna \| Klasyfikacja generalna \| \| Kolarz \| Kolarz \| Państwo \| Drużyna \| Czas \| \| ---------------------- \| ---------------------- \| ---------------------- \| ----------------------------------- \| ---------------------- \| \| 1. \| Tobiasz Pawlak \| Polska \| Mazowsze Serce Polski \| 7h 35' 12" \| \| 2. \| Patryk Stosz \| Polska \| Felt Felbermayr \| + 1" \| \| 3. \| Tim den Braber \| Holandia \| Volharding Cycling Team \| + 2" \| \| 4. \| Filippo Fortin \| Włochy \| Maloja Pushbikers \| + 4" \| \| 5. \| Radosław Frątczak \| Polska \| Voster ATS Team \| + 6" \| \| 6. \| Sente Sentjens \| Belgia \| Alpecin-Deceuninck Development Team \| + 9" \| \| 7. \| Roy Hoogendoorn \| Holandia \| Metec-Solarwatt p/b Mantel \| + 9" \| \| 8. \| Jarno Grixa \| Niemcy \| P&S Metalltechnik Benotti \| + 9" \| \| 9. \| Fabian Steininger \| Austria \| Maloja Pushbikers \| + 9" \| \| 10. \| Tobias Nolde \| Niemcy \| P&S Metalltechnik Benotti \| + 10" \| |                   |          |                                     |            |
| |                   |          |                                     |            |
| Źródło: ProCyclingStats |                   |          |                                     |            |
| Klasyfikacja generalna |                   |          |                                     |            |
| Kolarz | Kolarz            | Państwo  | Drużyna                             | Czas       |
| 1. | Tobiasz Pawlak    | Polska   | Mazowsze Serce Polski               | 7h 35' 12" |
| 2. | Patryk Stosz      | Polska   | Felt Felbermayr                     | + 1"       |
| 3. | Tim den Braber    | Holandia | Volharding Cycling Team             | + 2"       |
| 4. | Filippo Fortin    | Włochy   | Maloja Pushbikers                   | + 4"       |
| 5. | Radosław Frątczak | Polska   | Voster ATS Team                     | + 6"       |
| 6. | Sente Sentjens    | Belgia   | Alpecin-Deceuninck Development Team | + 9"       |
| 7. | Roy Hoogendoorn   | Holandia | Metec-Solarwatt p/b Mantel          | + 9"       |
| 8. | Jarno Grixa       | Niemcy   | P&S Metalltechnik Benotti           | + 9"       |
| 9. | Fabian Steininger | Austria  | Maloja Pushbikers                   | + 9"       |
| 10. | Tobias Nolde      | Niemcy   | P&S Metalltechnik Benotti           | + 10"      |

| Klasyfikacja punktowa | Klasyfikacja punktowa | Klasyfikacja punktowa | Klasyfikacja punktowa | Klasyfikacja punktowa |
| Kolarz                | Kolarz                | Państwo               | Drużyna               | Punkty                |
| --------------------- | --------------------- | --------------------- | --------------------- | --------------------- |
| 1.                    | Tobiasz Pawlak        | Polska                | Mazowsze Serce Polski | 25 pkt                |
| 2.                    | Patryk Stosz          | Polska                | Felt Felbermayr       | 22 pkt                |
| 3.                    | Radosław Frątczak     | Polska                | Voster ATS Team       | 19 pkt                |

| Klasyfikacja punktowa | Klasyfikacja punktowa | Klasyfikacja punktowa | Klasyfikacja punktowa | Klasyfikacja punktowa |
| Kolarz                | Kolarz                | Państwo               | Drużyna               | Punkty                |
| --------------------- | --------------------- | --------------------- | --------------------- | --------------------- |
| 1.                    | Tobiasz Pawlak        | Polska                | Mazowsze Serce Polski | 25 pkt                |
| 2.                    | Patryk Stosz          | Polska                | Felt Felbermayr       | 22 pkt                |
| 3.                    | Radosław Frątczak     | Polska                | Voster ATS Team       | 19 pkt                |

| Klasyfikacja najaktywniejszych | Klasyfikacja najaktywniejszych | Klasyfikacja najaktywniejszych | Klasyfikacja najaktywniejszych | Klasyfikacja najaktywniejszych |
| Kolarz                         | Kolarz                         | Państwo                        | Drużyna                        | Punkty                         |
| ------------------------------ | ------------------------------ | ------------------------------ | ------------------------------ | ------------------------------ |
| 1.                             | Patryk Stosz                   | Polska                         | Felt Felbermayr                | 6 pkt                          |
| 2.                             | Tobias Nolde                   | Niemcy                         | P&S Metalltechnik Benotti      | 5 pkt                          |
| 3.                             | Norbert Banaszek               | Polska                         | Mazowsze Serce Polski          | 5 pkt                          |

| Klasyfikacja najaktywniejszych | Klasyfikacja najaktywniejszych | Klasyfikacja najaktywniejszych | Klasyfikacja najaktywniejszych | Klasyfikacja najaktywniejszych |
| Kolarz                         | Kolarz                         | Państwo                        | Drużyna                        | Punkty                         |
| ------------------------------ | ------------------------------ | ------------------------------ | ------------------------------ | ------------------------------ |
| 1.                             | Patryk Stosz                   | Polska                         | Felt Felbermayr                | 6 pkt                          |
| 2.                             | Tobias Nolde                   | Niemcy                         | P&S Metalltechnik Benotti      | 5 pkt                          |
| 3.                             | Norbert Banaszek               | Polska                         | Mazowsze Serce Polski          | 5 pkt                          |

| Klasyfikacja młodzieżowa | Klasyfikacja młodzieżowa | Klasyfikacja młodzieżowa | Klasyfikacja młodzieżowa            | Klasyfikacja młodzieżowa |
| Kolarz                   | Kolarz                   | Państwo                  | Drużyna                             | Czas                     |
| ------------------------ | ------------------------ | ------------------------ | ----------------------------------- | ------------------------ |
| 1.                       | Radosław Frątczak        | Polska                   | Voster ATS Team                     | 7h 35' 18"               |
| 2.                       | Sente Sentjens           | Belgia                   | Alpecin-Deceuninck Development Team | + 3"                     |
| 3.                       | Jarno Grixa              | Niemcy                   | P&S Metalltechnik Benotti           | + 3"                     |

| Klasyfikacja młodzieżowa | Klasyfikacja młodzieżowa | Klasyfikacja młodzieżowa | Klasyfikacja młodzieżowa            | Klasyfikacja młodzieżowa |
| Kolarz                   | Kolarz                   | Państwo                  | Drużyna                             | Czas                     |
| ------------------------ | ------------------------ | ------------------------ | ----------------------------------- | ------------------------ |
| 1.                       | Radosław Frątczak        | Polska                   | Voster ATS Team                     | 7h 35' 18"               |
| 2.                       | Sente Sentjens           | Belgia                   | Alpecin-Deceuninck Development Team | + 3"                     |
| 3.                       | Jarno Grixa              | Niemcy                   | P&S Metalltechnik Benotti           | + 3"                     |

| Klasyfikacja drużynowa | Klasyfikacja drużynowa | Klasyfikacja drużynowa | Klasyfikacja drużynowa |
| Drużyna                | Drużyna                | Państwo                | Czas                   |
| ---------------------- | ---------------------- | ---------------------- | ---------------------- |
| 1.                     | Lubelskie Perła Polski | Polska                 | 22h 46' 12"            |
| 2.                     | Santic-Wibatech        | Niemcy                 | + 0"                   |
| 3.                     | Maloja Pushbikers      | Niemcy                 | + 0"                   |

| Klasyfikacja drużynowa | Klasyfikacja drużynowa | Klasyfikacja drużynowa | Klasyfikacja drużynowa |
| Drużyna                | Drużyna                | Państwo                | Czas                   |
| ---------------------- | ---------------------- | ---------------------- | ---------------------- |
| 1.                     | Lubelskie Perła Polski | Polska                 | 22h 46' 12"            |
| 2.                     | Santic-Wibatech        | Niemcy                 | + 0"                   |
| 3.                     | Maloja Pushbikers      | Niemcy                 | + 0"                   |

### Liderzy klasyfikacji
| Etap   |        | Pierwsze miejsce _ | Klasyfikacja generalna | Punktowa       | Młodzieżowa       | Najaktywniejszych | Drużynowa _                     |
| ------ | ------ | ------------------ | ---------------------- | -------------- | ----------------- | ----------------- | ------------------------------- |
| 1a     | płaski | Patryk Stosz       | Patryk Stosz           | Patryk Stosz   | Sente Sentjens    | Roy Hoogendoorn   | Lubelskie Perła Polski          |
| 1b     | płaski | Radosław Frątczak  | Patryk Stosz           | Patryk Stosz   | Radosław Frątczak | Roy Hoogendoorn   | Diftar Continental Cycling Team |
| 2      | płaski | odwołany           | Patryk Stosz           | Patryk Stosz   | Radosław Frątczak | Tobias Nolde      | Diftar Continental Cycling Team |
| 3      | płaski | Tim den Braber     | Tobiasz Pawlak         | Tobiasz Pawlak | Radosław Frątczak | Patryk Stosz      | Lubelskie Perła Polski          |
| Koniec | Koniec |                    | Tobiasz Pawlak         | Tobiasz Pawlak | Radosław Frątczak | brak danych       | Lubelskie Perła Polski          |